# Adam Tański
Adam Jerzy Tański (ur. 5 marca 1946 w Nieznanowicach) – polski polityk i ekonomista, w 1991 minister rolnictwa i gospodarki żywnościowej, w 2003 minister rolnictwa i rozwoju wsi.

## Życiorys
Ukończył I Liceum Ogólnokształcące im. Tadeusza Kościuszki w Busku-Zdroju, a w 1968 studia na Wydziale Ekonomiczno-Rolniczym Szkoły Głównej Gospodarstwa Wiejskiego w Warszawie.
W okresie PRL należał do Zjednoczonego Stronnictwa Ludowego. Był także członkiem „Solidarności” w latach 1980–1981 oraz współpracownikiem Kościelnego Komitetu Rolniczego.
Pracował w Zjednoczeniu Przedsiębiorstw Melioracyjnych, a od 1973 jako urzędnik w Ministerstwie Finansów. W 1990 został podsekretarzem stanu w Ministerstwie Rolnictwa i Rozwoju Wsi, następnie od stycznia do grudnia 1991 sprawował urząd ministra tego resortu.
Od stycznia 1992 do października 2002 nieprzerwanie pełnił funkcję prezesa Agencji Własności Rolnej Skarbu Państwa. W rządzie Leszka Millera przez około cztery miesiące w 2003 ponownie był ministrem rolnictwa. Później przez parę lat zajmował stanowisko prezesa zarządu spółki Polskie Młyny. Objął funkcję prezesa spółki Komagra, działającej w sektorze rolno-spożywczym. Kierował też Izbą Zbożowo-Paszową. Związany był również z Fundacją Europejski Fundusz Rozwoju Wsi Polskiej.
Odznaczony Krzyżem Kawalerskim (1997), Oficerskim (2000) i Komandorskim (2005) Orderu Odrodzenia Polski.